# Ray Nazarro
Raymond Alfred Nazarro (Boston, 25 settembre 1902 – Los Angeles, 8 settembre 1986) è stato un regista, produttore cinematografico e sceneggiatore statunitense.

## Biografia
Nazarro entrò nel mondo del cinema durante l'era del film muto e iniziò a girare cortometraggi nel 1929 con In and Out (con il nome di "Nat Nazarro"). Trascorse i successivi tredici anni di attività realizzando corti con un approccio ad una produzione veloce, snello e altamente auspicabile da parte dei produttori, prima di diventare un regista di lungometraggi per la Columbia Pictures, iniziando con Outlaws of the Rockies (1945).
Nazarro realizzò la maggior parte dei suoi film per la Columbia, e fu uno dei registi più impegnati di qualsiasi major. Nel periodo 1945-1955 lavorò ad un ritmo furibondo, dirigendo ben 13 film in un anno. Questi erano quasi tutti B-western, realizzati molto rapidamente, ma con un certo smalto. Erano scarni e ordinati - una tecnica da lui imparata nei suoi lunghi anni di direzione di cortometraggi - con l'accento sull'azione, ma anche una seria visione elegiaca del west. Tra essi I quattro cavalieri dell'Oklahoma (1951) e Gli sterminatori della prateria (1954).
Nel 1952 fu candidato al premio Oscar al miglior soggetto, insieme con Budd Boetticher, per il film L'amante del torero (1951).
Alla fine degli anni cinquanta, quando il mercato dei B-western andò scemando negli Stati Uniti, Nazarro ricominciò la sua carriera in Europa, realizzando spaghetti western. Iniziò anche a lavorare per la televisione. Il suo ultimo film fu una produzione tedesca con Jayne Mansfield, L'ora di uccidere (1964).

## Filmografia

### Regista

#### Cinema
- In and Out (1929)
- Darktown Follies (1930)
- Runt Page (1932)
- Roaring Roads (1935)
- Outlaws of the Rockies (1945)
- Song of the Prairie (1945)
- Texas Panhandle (1945)
- Roaring Rangers (1946)
- Throw a Saddle on a Star (1946)
- Gunning for Vengeance (1946)
- Galloping Thunder (1946)
- That Texas Jamboree (1946)
- Two-Fisted Stranger (1946)
- Laugh Jubilee (1946)
- The Desert Horseman (1946)
- Cowboy Blues (1946)
- Heading West (1946)
- Singing on the Trail (1946)
- Terror Trail (1946)
- Lone Star Moonlight (1946)
- Over the Santa Fe Trail (1947)
- The Lone Hand Texan (1947)
- West of Dodge City (1947)
- Law of the Canyon (1947)
- Buckaroo from Powder River (1947)
- Last Days of Boot Hill (1947)
- Rose of Santa Rosa (1947)
- Six-Gun Law (1948)
- Phantom Valley (1948)
- Song of Idaho (1948)
- West of Sonora (1948)
- Blazing Across the Pecos (1948)
- Arkansas Swing (1948)
- Trail to Laredo (1948)
- Singin' Spurs (1948)
- El Dorado Pass (1948)
- Quick on the Trigger (1948)
- Smoky Mountain Melody (1948)
- Challenge of the Range (1949)
- Home in San Antone (1949)
- Laramie (1949)
- The Blazing Trail (1949)
- South of Death Valley (1949)
- Bandits of El Dorado (1949)
- Renegades of the Sage (1949)
- Trail of the Rustlers (1950)
- The Palomino (1950)
- Outcasts of Black Mesa (1950)
- Hoedown (1950)
- Texas Dynamo (1950)
- David Harding, Counterspy (1950)
- Streets of Ghost Town (1950)
- The Tougher They Come (1950)
- Frontier Outpost (1950)
- I quattro cavalieri dell'Oklahoma (Al Jennings of Oklahoma) (1951)
- Flame of Stamboul (1951)
- Fort Savage Raiders (1951)
- China Corsair (1951)
- Cyclone Fury (1951)
- The Kid from Amarillo (1951)
- Torce rosse (Indian Uprising) (1952)
- Laramie Mountains (1952)
- Giustizia di popolo (Montana Territory) (1952)
- The Rough, Tough West (1952)
- Contrabbando per l'oriente (Cripple Creek) (1952)
- Junction City (1952)
- L'assalto al Kansas Pacific (Kansas Pacific) (1953)
- Il ritorno dei vendicatori (The Bandits of Corsica) (1953)
- Mani in alto! (Gun Belt) (1953)
- Pionieri della California (Southwest Passage) (1954)
- Una pistola che canta (The Lone Gun) (1954)
- Gli sterminatori della prateria (The Black Dakotas) (1954)
- Nessuno mi fermerà (Top Gun) (1955)
- La figlia del capo indiano (The White Squaw) (1956)
- La corriera fantasma (The Phantom Stagecoach) (1957)
- Impiccagione all'alba (The Hired Gun) (1957)
- Domino Kid (1957)
- Ritorno a Warbow (Return to Warbow) (1958)
- Apache Territory (1958)
- L'ora di uccidere (Einer Frisst den anderen) (1964)

#### Televisione
- Le avventure di Rex Rider (The Range Rider) – serie TV (1951)
- The Adventures of Ellery Queen – serie TV, 5 episodi (1954)
- Annie Oakley – serie TV, 15 episodi (1954-1956)
- Buffalo Bill, Jr. – serie TV, 10 episodi (1955)
- Le avventure di Gene Autry (The Gene Autry Show) – serie TV, 2 episodi (1955)
- Furia (Fury) – serie TV, 23 episodi (1955-1960)
- State Trooper – serie TV, 3 episodi (1959)
- Mike Hammer – serie TV, 4 episodi (1959)

### Sceneggiatore
- Darktown Follies (1930)
- Jimmy the Gent, regia di Michael Curtiz - soggetto (1934)
- Suicide Squad (1935)
- Laugh Jubilee (1946)
- L'amante del torero (Bullfighter and the Lady), regia di Budd Boetticher - soggetto (1951)

### Produttore
- Furia – serie TV, 6 episodi (1955-1956)